# 瓦伊塔內山
14°39′29″S 72°28′4″W / 14.65806°S 72.46778°W
瓦伊塔內山（Waytani），是秘魯的山峰，位於該國南部阿普里馬克大區的安塔班巴省、阿雷基帕大區的拉烏尼翁省和庫斯科大區的瓊比維卡省，海拔高度約5,430米。